# Калье-де-лос-Хардинес
Калье-де-лос-Хардинес (исп. Calle de los Jardines) — улица в центре Мадрида, столицы Испании, расположенная в баррио Соль (район Сентро). Она тянется с запада на восток, от улицы Калье-де-ла-Монтера до улицы Калье-де-ла-Вирхен-де-лос-Пелигрос.

## История
Улица под названием Калье-де-лос-Хардинес отмечена как на плане Мадрида, созданном португальским картографом Педру Тейшейрой в 1656 году, так и на плане Эспиносы 1769 года. Педро де Репиде, мадридский публицист и историк города, отнёс её к району Хардинес (что позволяет сделать вывод о её древности) и к приходу Сан-Луис (который дал название нынешней площади Ред-де-Сан-Луис). По легенде название улицы произошло от существовавших здесь ранее нескольких домов с «прекрасными садами в итальянском стиле», появившимся здесь благодаря Джакобо де Граттису, моденскому дворянину, который отправился в Испанию в качестве секретаря апостольского нунция Григория XIII. Он обосновался в Мадриде XVI века, где приобрёл и занимался несколькими усадьбами. Помимо него, на этой улице проживали и другие европейские дипломаты, такие как посол Франции М. де Форгебан и Леонардо Донато, будучи послом Венецианской республики, в которой он позже стал 90-м дожем. Возможно, проживание подобных знатных персон в районе привело к протесту, поднятому ещё в 1746 году, и требованию закрыть две угольные лавки на улице, в качестве причин указывалась «опасность возгорания, которую представлял товар, и постоянные неудобства, вызванные его разгрузкой».
Кроме того, как отмечает Репиде, на этой улице в течение «трёхсот лет» существовало несколько бань. Сохранилось множество упоминаний о бане дель-Кура, располагавшейся в доме № 13 и задокументированной ещё в 1628 году, когда итальянский подданный Доминго Лапуэнте, проживавший в Мадриде (а в то время также священнослужитель и предполагаемый член римской курии), подал прошение и получил королевскую привилегию, действовавшую в течение нескольких лет, для обустройства бани на Калье-де-лос-Хардинес, которая, согласно источникам, считалась первой в столице Испании. «25 августа 1628 года он получил лицензию при условии, что вода будет исследована протомедиками Совета и что эта услуга будет использоваться только по „факультативному рецепту“, поскольку она рассматривается исключительно как лечебная». Следуя этому примеру, позднее были открыты другие аналогичные заведения, известные как Баньос-де-Мена, Баньос-де-Кане и Баньос-де-ла-Крус.
В доме № 16 в 1868 году открылась одна из штаб-квартир Общества поощрения искусств, учреждения, созданного в 1847 году как народный учебный центр.

### Здания
В доме № 3, рядом с улицей Калье-де-ла-Монтера, в 1979 году открылся концертный зал El Sol, где выступали ведущие группы движения мадридской мовиды, и который впоследствии расширил спектр своей музыкальной деятельности максимально широко: от презентации книг и пластинок, церемоний награждения до съёмок фильмов или видеоклипов таких групп, как Extremoduro, или певиц, таких как Мария Хименес.
С 2015 года штаб-квартира Управления по оказанию помощи беженцам в Мадриде располагается в здании в стиле неомудехар под № 4. Здание было построено в начале XX века, и с 1912 по 1922 год в нём располагалась редакция газеты La Tribuna.

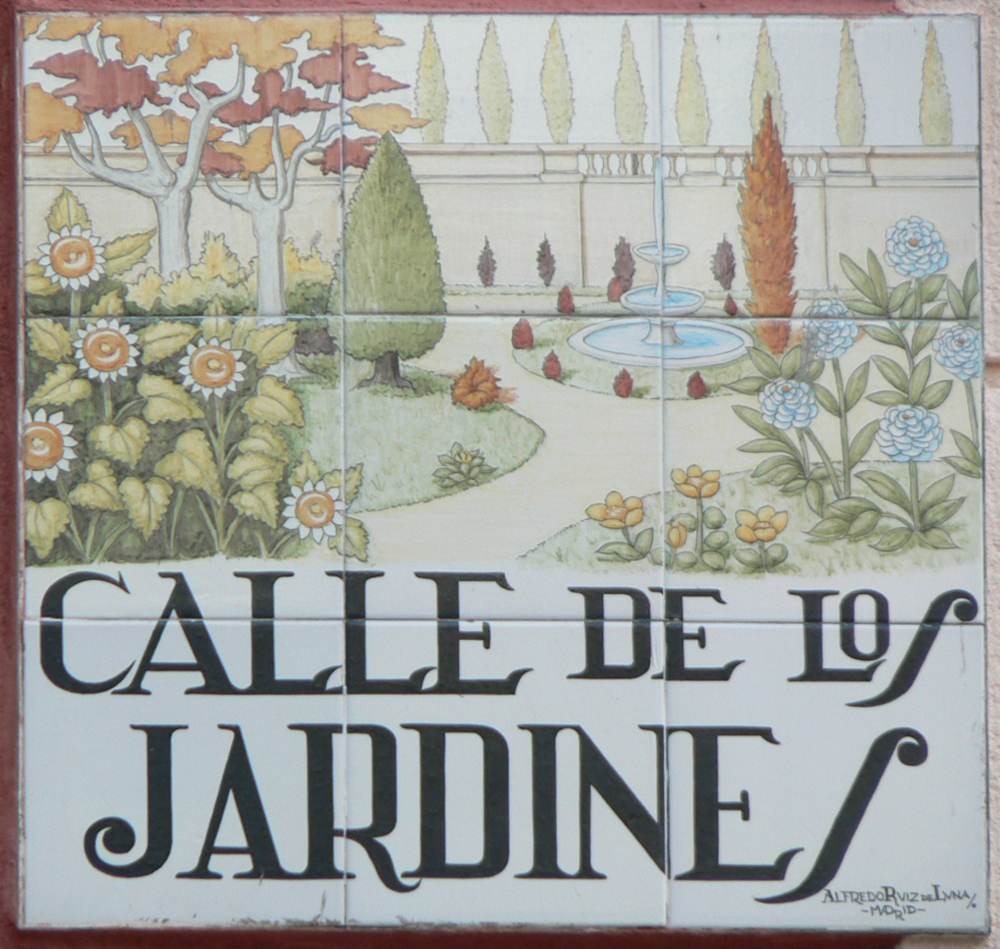
Табличка с названием улицы, работа керамиста Альфредо Руиса де Луны[исп.].
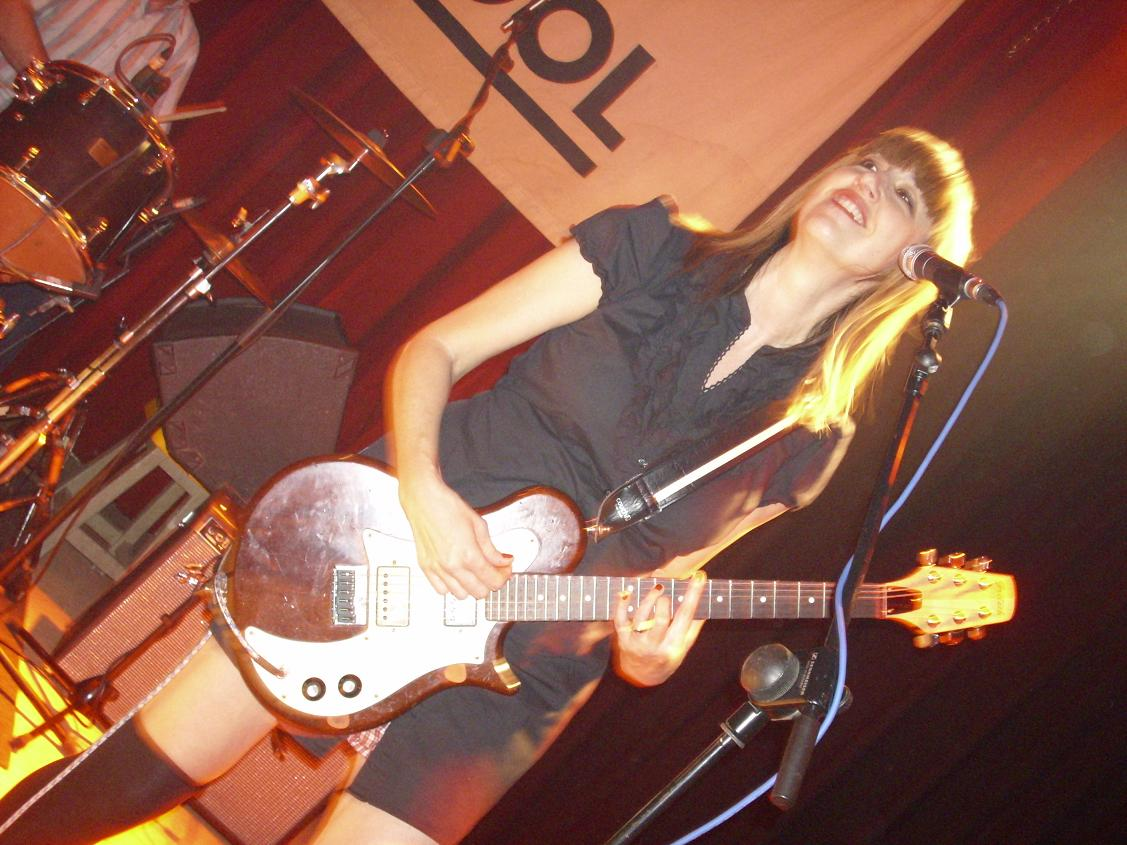
Выступление Ким Шаттак в составе панк-рок-группы The Muffs в 2009 году в зале El Sol.
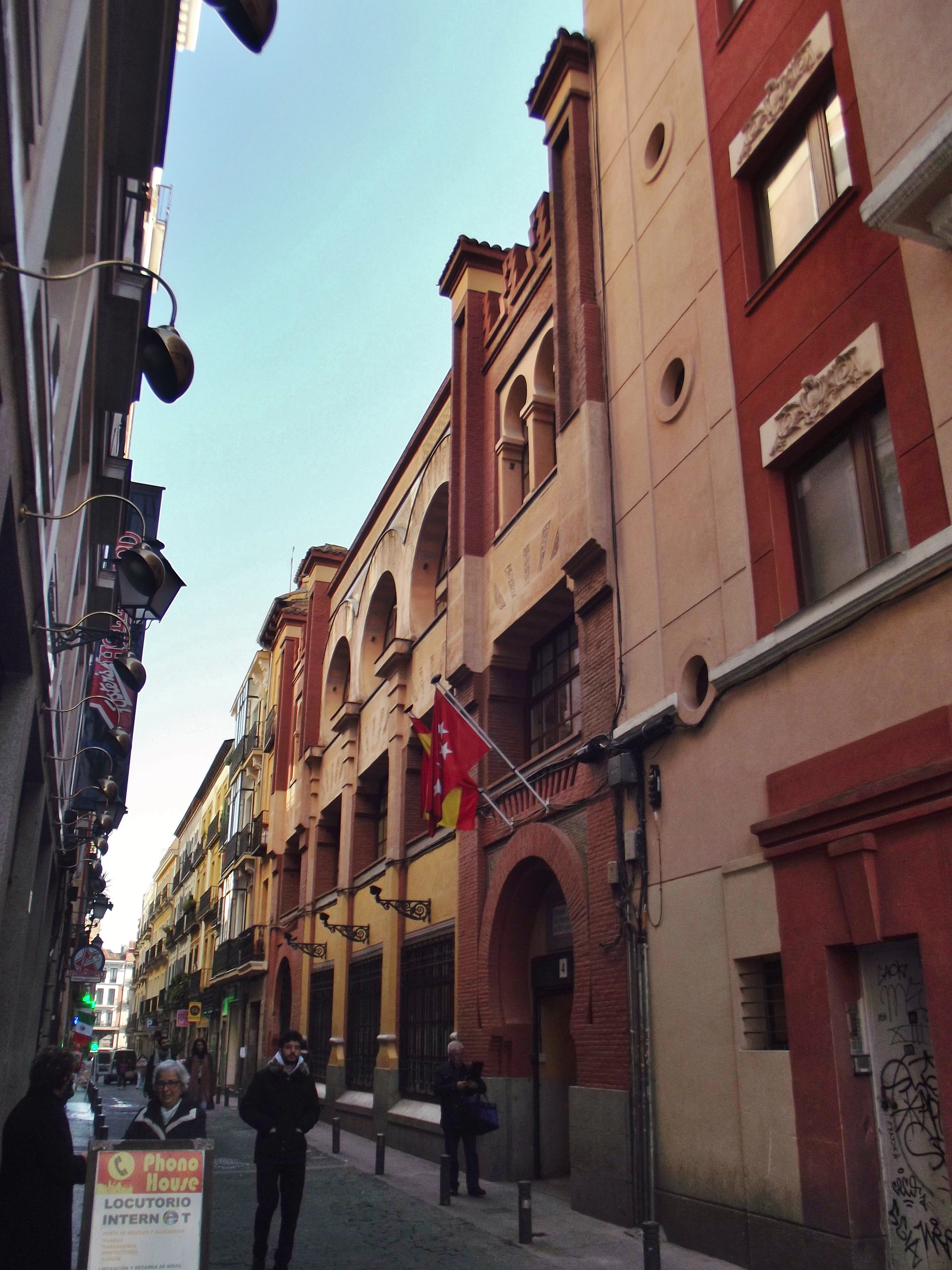
Управление по делам беженцев на Калье-де-лос-Хардинес, 4